# Вучја Гомила
Вучја Гомила (словен. Vučja Gomila, мађ. Zsidahegy) је насељено место у општини Моравске Топлице, Помурска регија, Словенија.

## Историја
До територијалне реорганизације у Словенији била је у саставу старе општине Мурска Собота.

## Становништво
У попису становништва из 2011. године, Вучја Гомила је имала 289 становника.
| Број становника према пописима | Број становника према пописима | Број становника према пописима |
| ------------------------------ | ------------------------------ | ------------------------------ |
| 1991                           | 2002                           | 2011                           |
| 367                            | 330                            | 289                            |